# Kesong
Kesong (korejsky 개성 – Käsŏng) je město v KLDR s počtem asi 308 tisíc obyvatel. Město se nachází jen několik kilometrů severně od demilitarizované zóny, která tvoří hranici s Jižní Koreou. Patří do provincie Severní Hwanghe. V minulosti bylo asi 500 let hlavním městem.
V blízkosti města Kesongu se nachází Průmyslová oblast Kesong – centrum severokorejského lehkého průmyslu.

## Dějiny města
Po skončení éry sjednocené Silly si ho král Wanggon – zakladatel nové dynastie Korjo – vybral za své nové sídlo. Funkci hlavního města království Korjo plnilo pět století. Během tohoto období vícekrát změnilo název: Kedžu (개주), Kegjong (개경) a Kesongpu (개성 부). Později za dynastie Čoson bylo vedlejším hlavním městem a součástí provincie Kjonggi.
Po osvobození v roce 1945 a rozdělení poloostrova město patřilo jižní části poloostrova až do vypuknutí korejské války v roce 1950. Po skončení korejské války v roce 1953 byla hranice vytyčena na jih od Kesongu a město připadlo Severní Koreji. V padesátých letech se z něj stalo „město pod přímou vládou“ (korejsky 개성 직할시 / Kesong čikhal-si) a od roku 2003, kdy byl vytvořen průmyslový park, se změnilo na město se speciálním postavením (korejsky 개성 특급 시 / Kesong tchŭkkŭp-si).
Dne 11. prosince 2015 se zde konala jednání mezi představiteli Severní a Jižní Koreje o možném sjednocení obou zemí.
V roce 2023 ve městě došlo k hladomoru, který si vyžádal blíže neupřesněný počet obětí na životech.

### Světové dědictví UNESCO
Kesong hrál v dějinách Koreje významnou roli a do současnosti se ve městě a jeho nejbližším okolí zachovalo mnoho pozůstatků a památek především na období vlády dynastie Korjo (10. - 14. století). Některé ze staveb či komplexů staveb byly v roce 2013 zapsány na seznam světového kulturního dědictví UNESCO pod společným názvem „historické památky a místa v Kesongu“. Dle UNESCA geomantické uspořádání bývalého hlavního města Kesong, jeho paláce, budovy veřejných istitucí a komplex hrobek, obranné zdi a brány ztělesňují politické, kulturní, filozofické a duchovní hodnoty doby vlády dynastie Korjo v historii regionu. Urbanismus a architektura staveb je unikátní kombinací buddhistických, konfucianských, taoistických a geomantických konceptů. Pod ochranou UNESCA spadá:
- mausoleum krále Wanggon, mausoleum krále Kongmin a další královské hrobky dynastie Korjo. Blízko města se nacházejí i dvě královské hrobky dynastie Čoson.
- zachovaná část městských hradeb
- pozůstatky královského paláce Manwŏldä a observatoře Čchŏmsŏngdä
- kamenný most Sŏndžuk z roku 1290 a blízké památky Phyochung
- brána Namdaemun
- Sungyang Sowon - konfuciánská akademie
- Songgyungwan - vysokoškolská akademie

## Fotogalerie

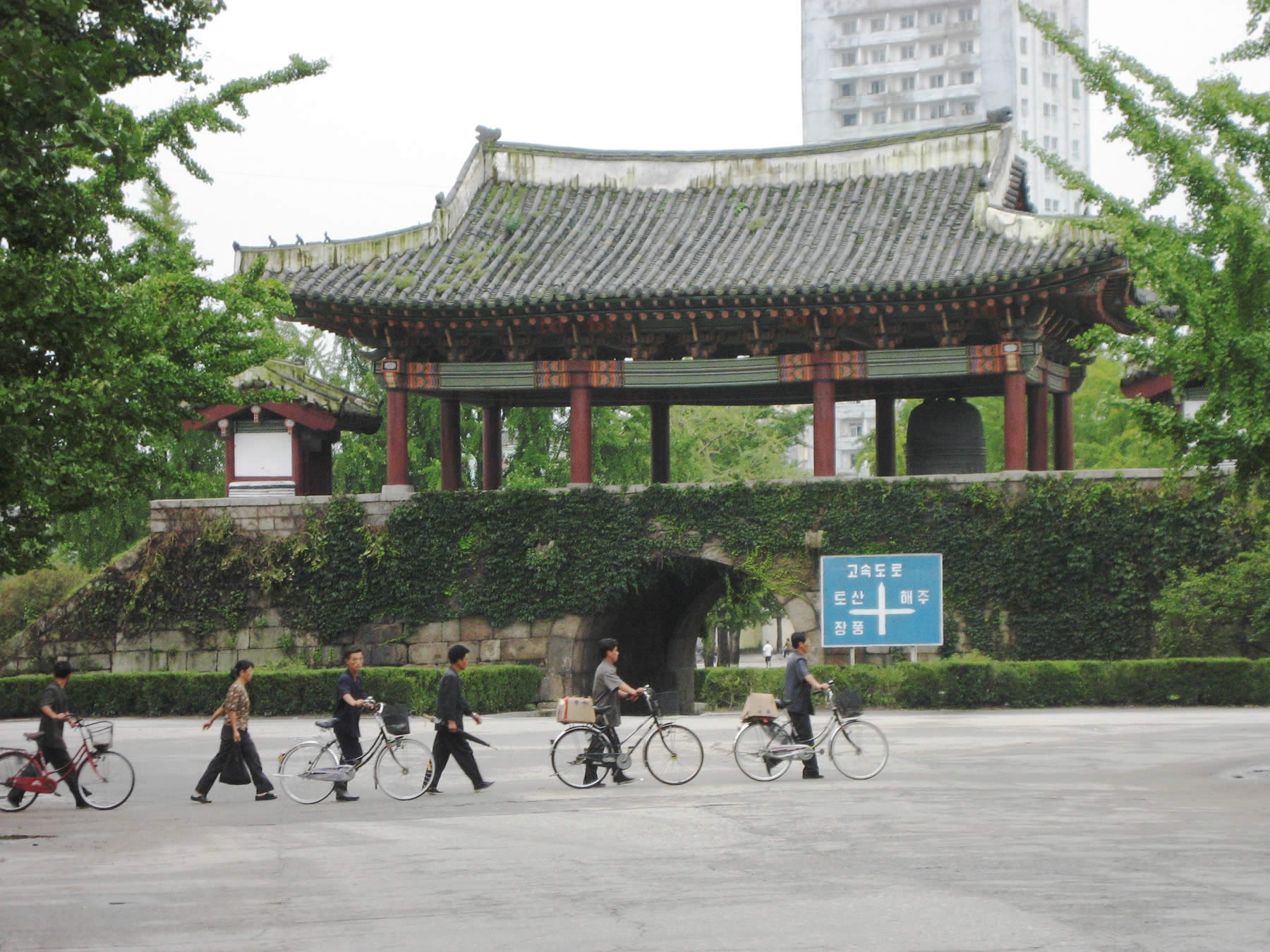
Brána Namdaemun
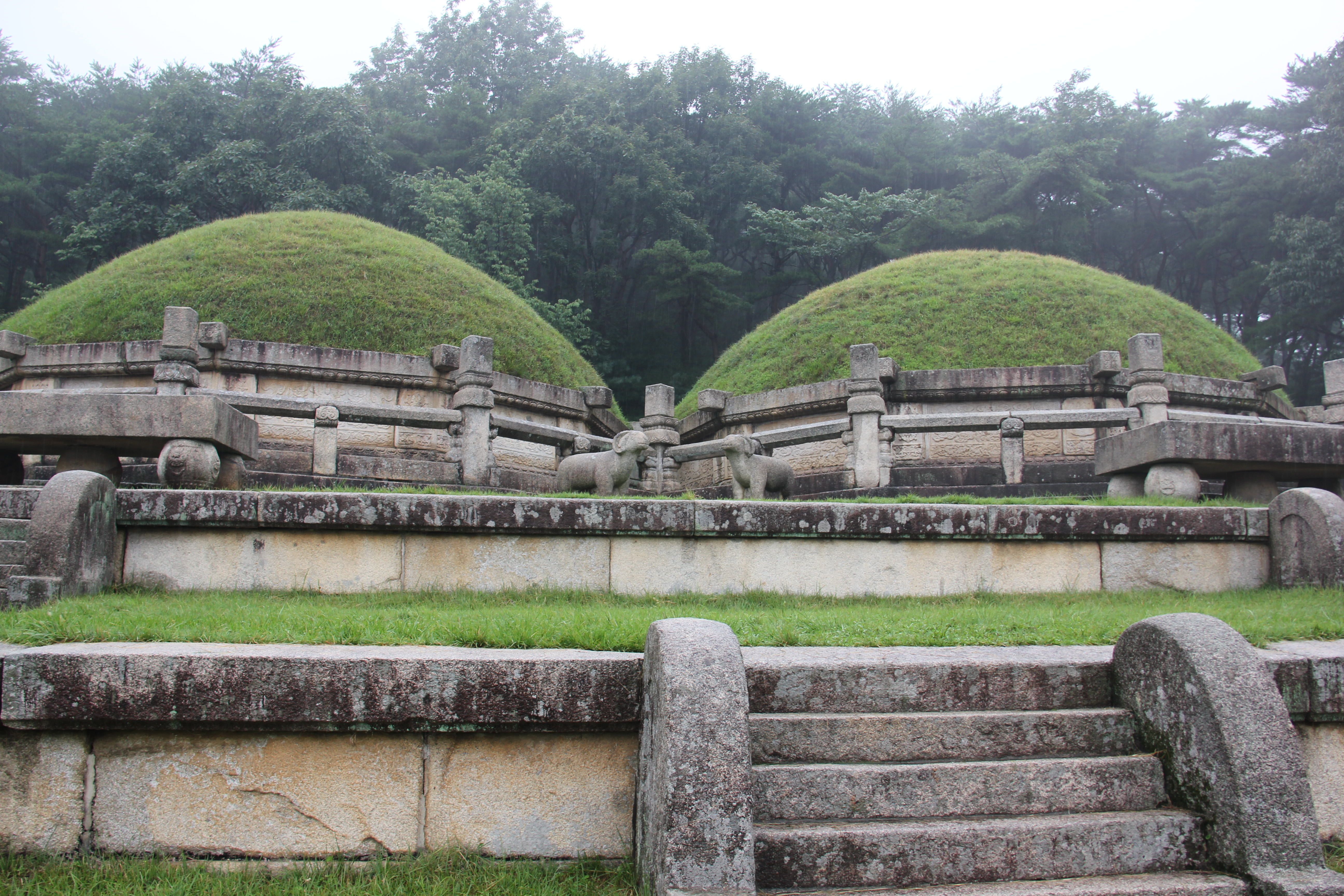
Mausoleum krále Kongmin
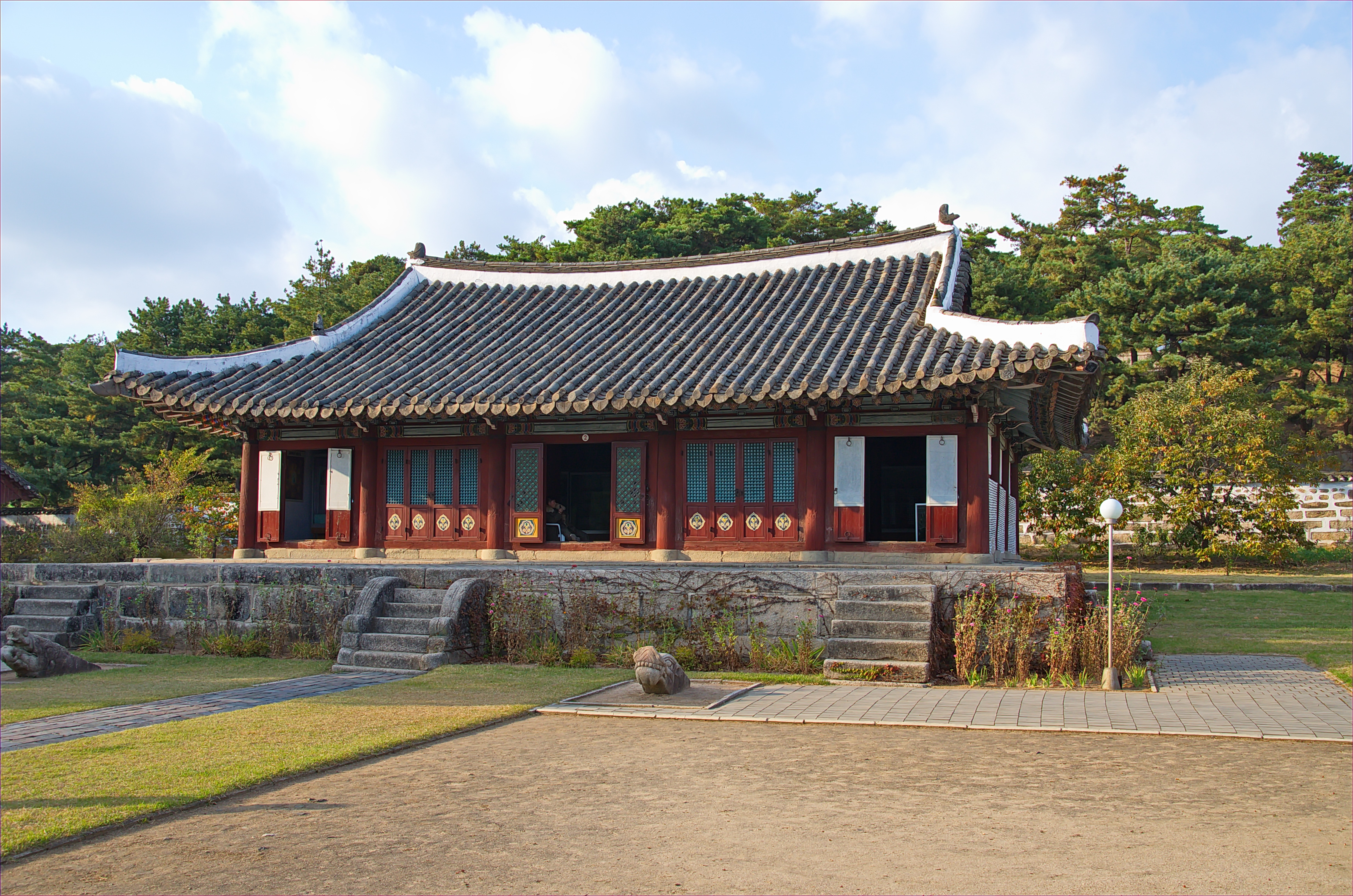
Songgyungwan
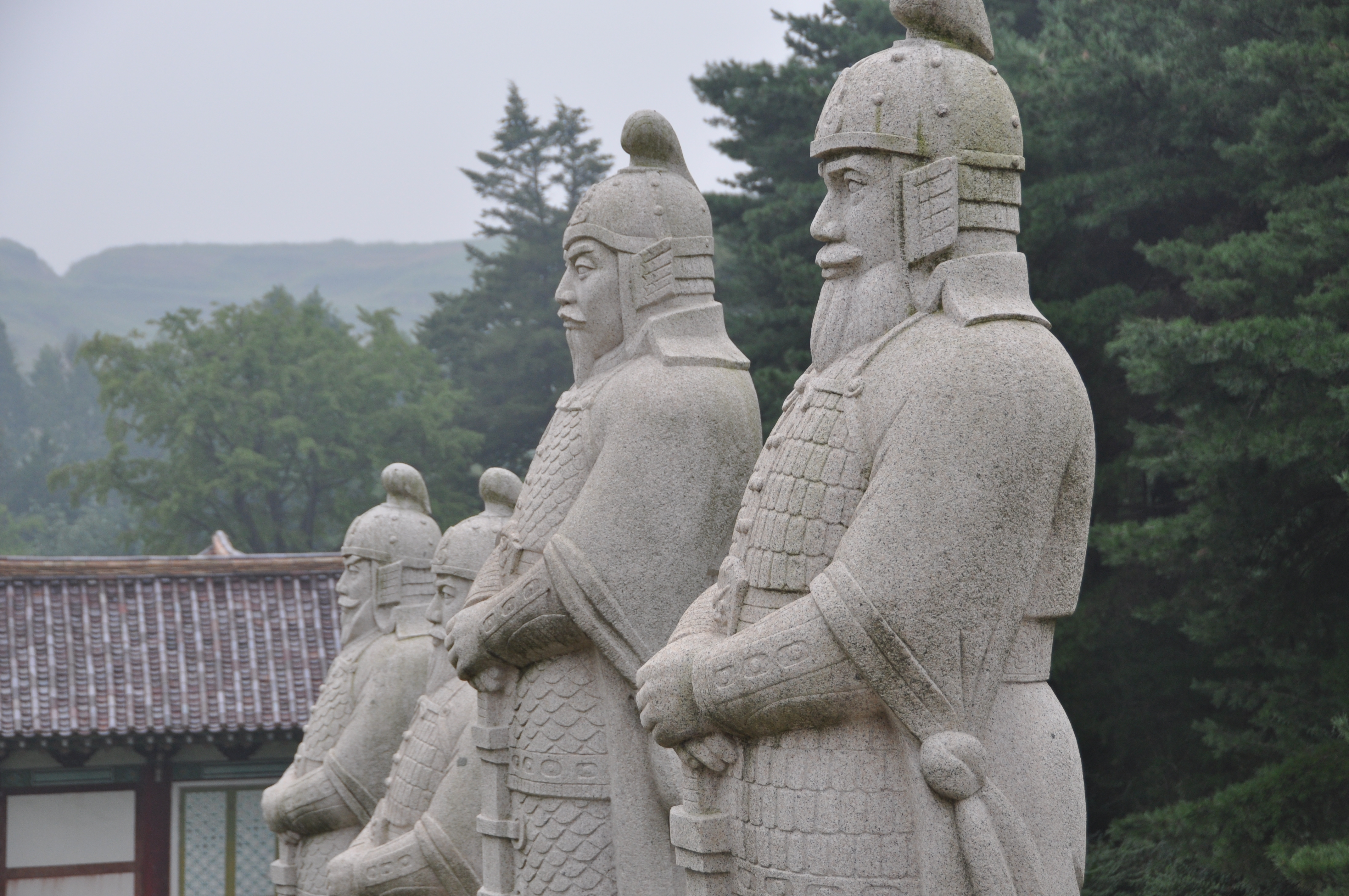
Mausoleum krále Wang Kon
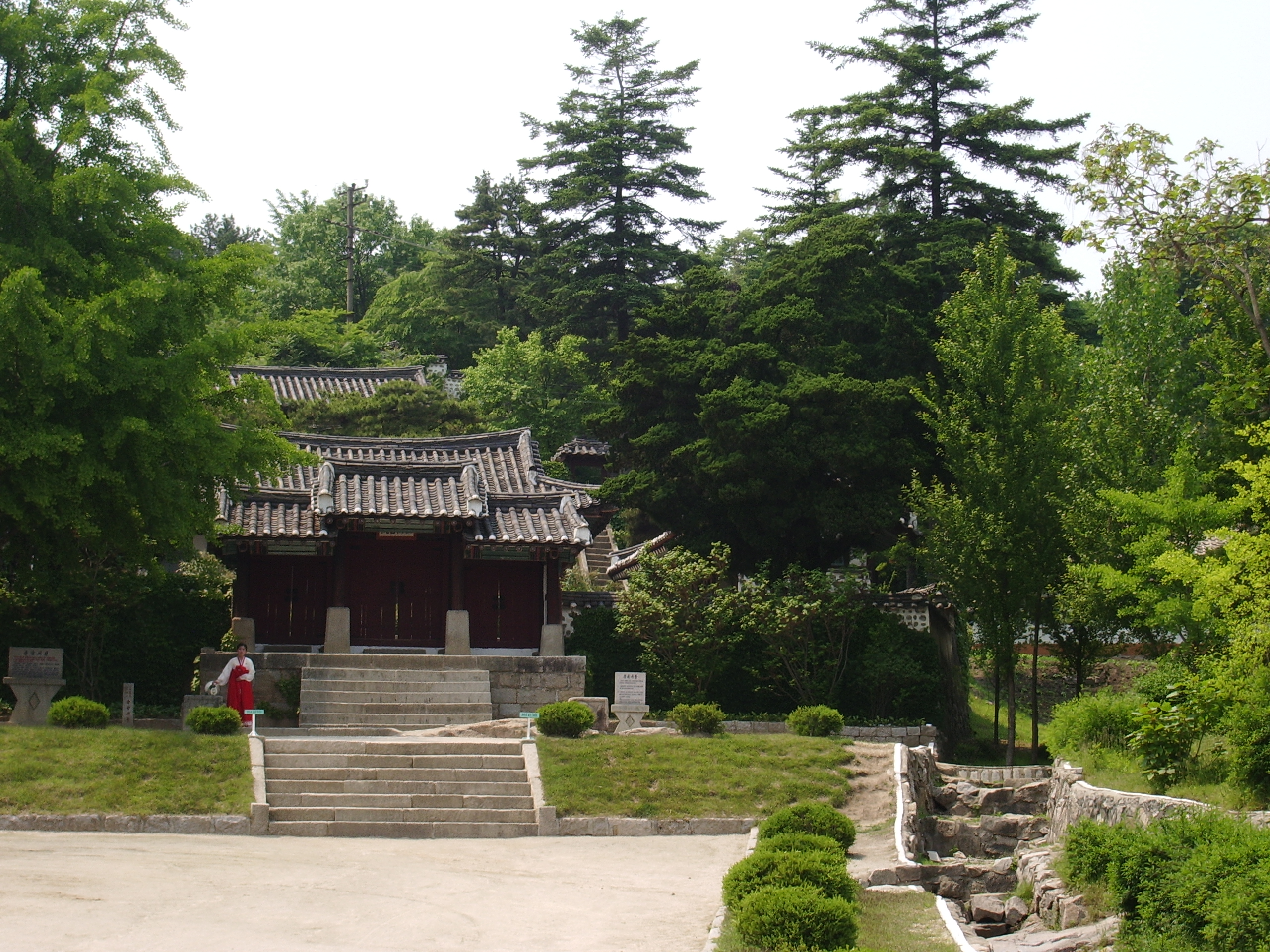
Akademie Sungyang Sowon
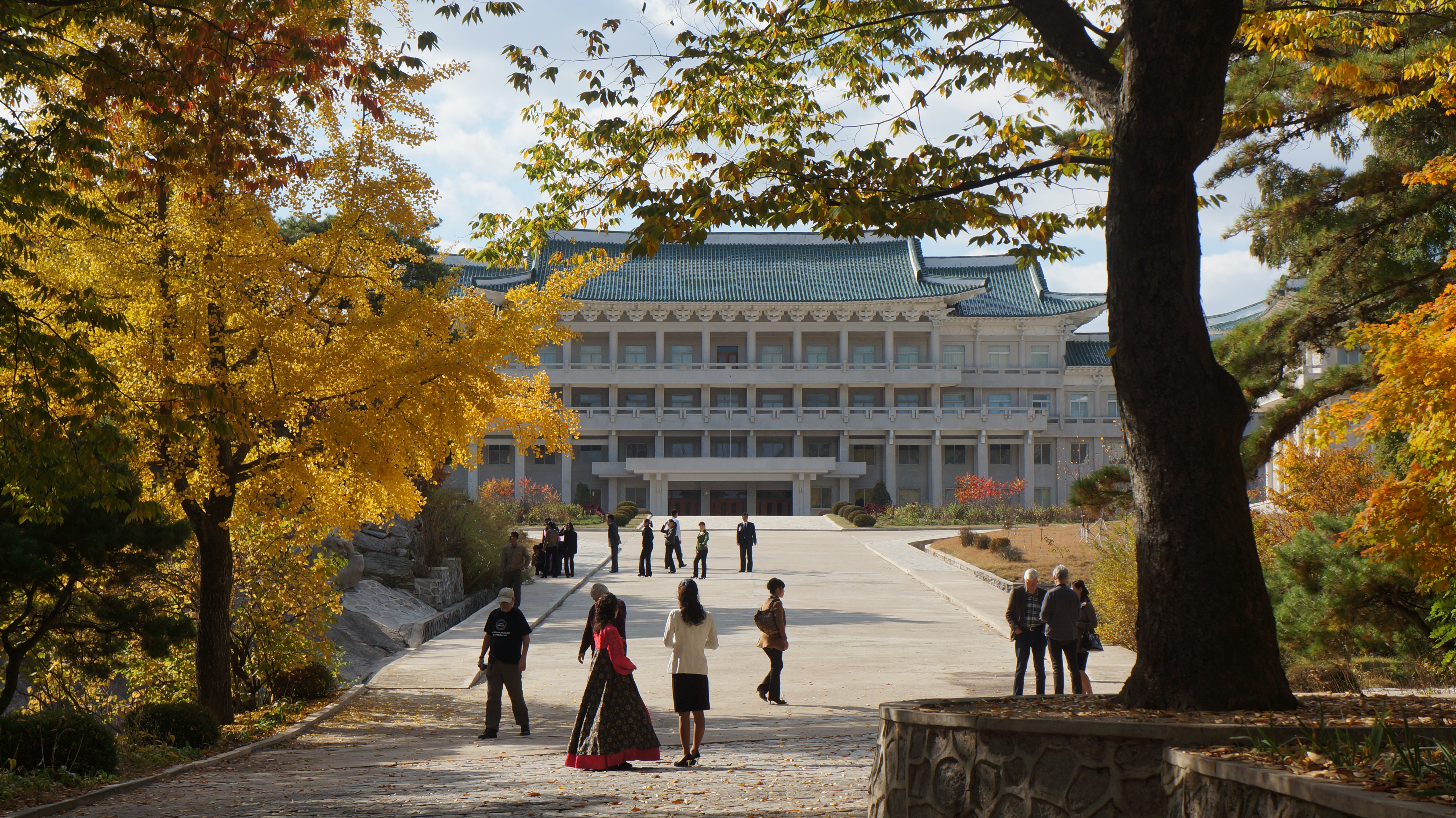
Univerzita v Kesongu